# 리젠트 홍콩
리젠트 홍콩은 홍콩 구룡 솔즈베리 로드 18번지에 위치한 5성급 호텔이다. 이 호텔은 빅토리아 항구의 전망을 제공하는 워터프런트에 자리하고 있으며, 다양한 관광 명소와 가깝다. 497개의 객실을 보유하고 있는 이 호텔은 리젠트 호텔 & 리조트의 플래그십 호텔로 간주되며, IHG 호텔 & 리조트의 럭셔리 및 라이프스타일 포트폴리오 내 랜드마크 호텔이다.

## 역사
이 호텔은 1980년 리젠트 홍콩으로 개장하였으며, 뉴월드 개발이 소유하고 리젠트 인터내셔널 호텔에서 관리하였다. 호텔업자 로버트 H. 번스와 일본 도큐 호텔 그룹이 1970년에 설립한 RIH의 플래그십 속성으로 건립되었다. 1992년에는 리젠트 호텔 그룹이 포시즌스 호텔에 인수되었다.
2001년 5월 21일, 신세계는 호텔을 바스 호텔 & 리조트에 3억 4,600만 달러에 판매하고, 2001년 6월 1일 인터컨티넨탈 홍콩으로 리브랜딩되었다. 당시 리젠트 호텔을 소유하고 있던 포시즌스 호텔은 관리 계약의 25%를 통제하여 신세계와 임대 중재에 들어갔고, 2001년 8월에 해결되었다.
2015년 7월, 바스 호텔 & 리조트의 후속 회사인 인터컨티넨탈 호텔 그룹(IHG)은 투자자 컨소시엄인 수프림 키 리미티드에 인터컨티넨탈 홍콩을 9억 3,800만 달러에 판매하기로 합의했다. IHG는 37년의 관리 계약을 유지하고 3회의 10년 연장 권리를 보유할 것이라고 보도되었다.
2018년 3월, IHG가 리젠트 호텔의 대다수 지분을 인수하면서 호텔은 리젠트 홍콩으로 다시 리브랜딩될 것이라고 발표했다. 인터컨티넨탈 홍콩은 2020년 4월 20일에 운영을 중단하고, 리젠트 홍콩으로의 3년 리모델링을 시작했다.
2023년 11월 8일, 재출범한 리젠트가 빅토리아 항구로 돌아오는 공식 개장을 축하하는 성대한 개막식을 가졌다. 이 화려한 갈라는 이탈리아의 곡예 무용수들이 리젠트 홍콩의 외관과 넓은 로비 창을 무대로 변신시켜 홍콩에서 최초의 수직 외관 댄스를 선보였다.

## 시설
이 호텔은 497개의 객실을 보유하고 있으며, 홍콩 출신 디자인 비전가 치 윙 로가 설계했다. 디자인은 평온한 장인정신이 느껴지는 내부와 빅토리아 항구 및 홍콩 스카이라인의 넓은 전망 간의 대비를 드러낸다.
객실은 2023년 3월부터 단계적으로 개방되었고, 2024년 6월에는 프레지덴셜 스위트, 테라스 스위트, CEO 스위트로 구성된 시그니처 스위트 컬렉션이 공개된다. 7,000평방피트의 프레지덴셜 스위트에는 인피니티 풀과 옥상 테라스가 포함되어 있으며, 테라스 스위트는 5,500평방피트의 1베드룸 복층 구조이다.
7,000평방피트의 복층 프레지덴셜 스위트에는 인피니티 풀이 있는 옥상 테라스가 포함되어 있다. 새로 확장된 5,500평방피트의 테라스 스위트는 1베드룸 복층 구조이다. 4,200평방피트의 2베드룸 CEO 스위트는 옥상 테라스와 빅토리아 항구를 조망할 수 있는 대형 창문이 있는 거실을 갖추고 있다.
리젠트 클럽은 하버 전망을 제공하며 클럽 접근이 가능한 객실에 머무는 손님을 위한 전용 공간으로 운영된다. 수영장 테라스는 넓은 야외 수영장과 세 가지 온도의 인피니티 풀을 갖춘 조경된 휴식 공간이다. 피트니스 센터는 24시간 운영되며 테크노짐(Technogym) 장비가 갖추어져 있다.
리젠트 홍콩은 성대한 행사와 결혼식을 개최하는 것으로 유명하다. 호텔 입구에는 폭포 형태의 분수가 있으며, 로비 근처의 대리석 계단은 기둥이 없는 리젠트 볼룸으로 이어진다. 리젠트 볼룸 외에도 파노라마 항구 전망을 갖춘 10개의 행사 공간이 마련되어 있다.

### 레스토랑 및 바
이 호텔은 여섯 개의 레스토랑과 바를 운영하고 있다. 2022년 12월 26일, 리젠트 홍콩은 새로운 장식과 요리로 재구성된 세 개의 목적지 레스토랑인 더 스테이크 하우스, 로비 라운지, 하버사이드를 열었다. 같은 달, 미슐랭 스타를 받은 레스토랑 얀 토 우 친은 원래 이름인 라이 칭 친으로 돌아갔고, 노부 홍콩이 2006년 아시아 최초의 노부 레스토랑으로 개장한 이후 2022년 11월에 호텔로 재개장했다.
또한 2023년 12월, 호텔은 희귀 주류에 중점을 둔 큐라 바를 열었다.

## 대중문화
리젠트 홍콩은 많은 저명한 손님을 맞이했으며 여러 영화, TV 프로그램 및 여행 프로그램에 등장했다. 숙박했던 저명한 손님으로는 영국의 왕족, 미국 대통령 지미 카터, 리차드 닉슨, 제럴드 포드, 조지 부시, 그리고 프랭크 시나트라, 엘리자베스 테일러, 카트린 드뇌브, 시드니 포이티어, 로저 무어, 로버트 드니로, 찰스 브론슨, 훌리오 이글레시아스, 톰 존스, 보 데레크, 메그 라이언, 바버라 월터스, 칼빈 클라인, 안젤리나 졸리, 브래드 피트 등이 있다.
호텔은 1988년 TV 미니시리즈 <노블 하우스>와 1995년 TV 영화 <나이트워치>, 1985년 미국 TV 시리즈 <다이너스티>를 포함한 다양한 영화 장면에서도 등장했다. 덴마크 TV 시리즈 <보르겐>(2012)과 NBC의 <베러 레이트 댄 네버>(2016) 등 호텔에서 촬영된 TV 프로그램 목록이 있으며, 2015년 영화 <홍콩에 빠지다>(2015)에서는 호텔의 프레지덴셜 스위트에서 장면을 촬영했다.
호텔은 2007년 일본 팝 아이콘 아유미의 "Distance Love" 뮤직 비디오와 2008년 제이 쳐우의 "Give Me the Time for One Song (Gei Wo Yi Shou Ge De Shi Jian)" 등의 인기 뮤직 비디오 촬영 장소로도 사용되었다.

## 수상 내역
리젠트 홍콩은 재개장 이후 여러 국제적인 상을 수상했다.
2024년 수상 내역:
- 홍콩 및 마카오 최고의 호텔 10위 중 3위 | 콘데 나스트 트래블러 독자 선택상 2024
- 2024 중국 최고의 호텔 | 콘데 나스트 트래블러 중국 독자 선택상 2024
- 아시아 최고의 신 호텔 | 캐세이 멤버스 초이스 어워드 2024
- 아시아 태평양 최고의 호텔 | 트래블 위클리 아시아 독자 선택상 2024
- 홍콩 최고의 시티 호텔 1위 | 트래블 + 레저 월드 베스트 어워드 2024[29]
- 아시아에서 가장 좋아하는 시티 호텔 20개 중 2위 | 트래블 + 레저 월드 베스트 어워드 2024[30]
- 세계에서 가장 좋은 호텔 100개 중 7위 | 트래블 + 레저 월드 베스트 어워드 2024[31]
- 홍콩 최고의 호텔 1위 | 트래블 + 레저 럭셔리 어워드 아시아 태평양 2024
- 2023년 최고의 신 도시 호텔 | 트래블 + 레저 2024 이츠리스트
- 세계 최고의 신 호텔 | 콘데 나스트 트래블러 2024 핫 리스트
- 여행자 선택상 수상자 2024 | 트립어드바이저
- 홍콩 최고의 비즈니스 호텔 | TTG 차이나 여행 어워드 2024
- 최고의 디자인 호텔 | 2024 더 번드 디자인 호텔 어워드
- 디자인 혁신상 | 미래 관광
- 엘리트 트래블러 최고의 신 호텔 스위트: 프레지덴셜 스위트[32]
- 홍콩에서 최초로 어스체크 플래티넘 인증을 받은 호텔[33]

2023년 수상 내역:
- 2023 특별 선정 신 호텔 | 2023 트래블 + 레저 차이나
- 최고의 최고의 | 롭 리포트 홍콩[34]

추가로, 호텔의 레스토랑도 여러 상을 수상했다:
- 최고의 레스토랑 | 내셔널 지오그래픽 가치 있는 여행 – 레스토랑 세계 최고의 2024

라이 칭 친:
- 미슐랭 가이드 홍콩 & 마카오 2024: 2스타
- 두 개의 다이아몬드 | 블랙 펄 레스토랑 가이드 2024
- 사우스 차이나 모닝 포스트 100대 테이블 2024
- 미슐랭 가이드 홍콩 & 마카오 2023: 2스타
- 두 개의 다이아몬드; 블랙 펄 레스토랑 가이드 2023
- 사우스 차이나 모닝 포스트 100대 테이블 2023

더 스테이크 하우스:
- 미슐랭 가이드 홍콩 & 마카오 2024 선정 레스토랑
- 사우스 차이나 모닝 포스트 100대 테이블 2024
- 세계 최고의 스테이크 레스토랑 101위 2024
- 최고의 스테이크하우스; 푸디 포크스 2024
- 사우스 차이나 모닝 포스트 100대 테이블 2023